# Nyong (flod)
Nyong, i den tyske kolonitid kendt som Njong, er en 690 km lang flod der løber i Cameroun.

## Flodens løb
Nyong har, ligesom Boumba, sine kilder i et tæt netværk af floder i et sumpområde i regnskoven, omkring 30 kilometer øst for byen Abong-Mbang. Der er kun en meget lille fald i dens øvre løb, og er derfor sejlbar for mindre skibe kort efter kilden, og op til det såkaldte Tappenbeck-fald. De nedre løb har også kun et meget lille fald, og danner grænsen mellem de to regioner Syd og Littoral. I flodmundingen er den forbundet med afvandingsområderne for Lokundje og Sanaga via et væld af kanaler. Floden løber i hele sin længde næsten parallelt med den nedre del af Sanagafloden. Dens munding er i Petit Batanga, 40 km syd-sydvest for Edéa.

## Tappenbeck-strømfaldene
Tappenbeck-strømfaldene er opkaldt efter den afrikanske opdagelsesrejsende Hans Tappenbeck. Strømfaldene dannes, hvor Nyong forlader højlandet, i det sydlige Cameroun, og har en højdeforskel på over 600 meter over en afstand på omkring 100 kilometer (dette svarer til et gennemsnit på 6 ‰).